# Mikko Tarmia
Mikko Tarmia – fiński kompozytor, głównie muzyki do gier komputerowych, współpracujący ze studiami CodeBlender Software, Frictional Games i Wolfire Games. Jest także założycielem niezależnej wytwórni płytowej The Sound of Fiction.
Na początku współpracował ze studiem CodeBlender Software tworzącym gry na Macintosha i w latach 2002–2005 stworzył muzykę do czterech ich gier. Jest najbardziej znany ze stworzenia ścieżek dźwiękowych do serii gier Penumbra studia Frictional Games i ich kolejnej gry Amnesia: Mroczny obłęd. Ścieżki dźwiękowe tych gier zostały wydane przez jego wytwórnię w styczniu 2010 roku i maju 2011 roku. 
W 2012 pracował nad oprawą dźwiękową projektu studia Frictional Games oraz gry Overgrowth tworzonej przez Wolfire Games.

## Prace

### Gry
- Amnesia: The Bunker (2023)
- Amnesia: Rebirth (2020)
- Soma (2015)
- Amnesia: Mroczny obłęd (2010)
- Penumbra: Requiem (2008)
- Penumbra: Czarna plaga (2008)
- Penumbra: Przebudzenie (2007)
- Deep Trouble 2 (2005)
- Rally Shift (2004)
- Epsilon Tahari: Reign of the Machines (2003)
- DeepTrouble (2002)

### Inne
- Tavallisen tallaajan sää (2011)
- AIKA (2008)
- Making of Tears of April (2008)
- Matkalla Hollywoodiin (2006)
- Juhannus (2002)